# 미켈 메리노
미켈 메리노 사손(스페인어: Mikel Merino Zazón, 1996년 6월 22일 ~ )은 스페인의 축구 선수로 현재 아스널 FC에서 미드필더로 뛰고 있으며 2020년 하계 올림픽 은메달리스트이다.

## 선수 경력

### 클럽
2014년 당시 4부 리그 소속팀인 CA 오사수나 B팀에서 데뷔한 후 2부 리그팀인 오사수나 1군팀에 전격 합류하여 2015-16 시즌까지 67경기 8골을 기록하며 2015-16 시즌 3위 및 차기 시즌 1부 리그 승격에 기여했다.
이후 2016년 2월 15일 독일 분데스리가의 보루시아 도르트문트와 5년 계약을 체결했으나 2016-17 시즌에서 단 9경기 출장에 그쳤고 2017년 7월 잉글랜드 프리미어리그의 뉴캐슬 유나이티드로 임대 이적하여 7경기를 소화한 뒤 완전 이적한 이후에는 18경기를 소화했다.
그리고 2018년 7월 12일 약 165억원의 이적료로 레알 소시에다드 이적을 통해 2년만에 스페인 리그로 복귀하여 2019-20년 코파 델 레이 우승에 기여했다.

### 국가대표팀
스페인 U-19 대표팀의 일원으로 2015년 UEFA 유러피언 U-19 챔피언십에서 1득점을 기록하며 팀 통산 10번째 우승에 일조했고 이후 스페인 U-21 대표팀의 일원으로 2017년 UEFA 유러피언 U-21 챔피언십 준우승, 2019년 UEFA 유러피언 U-21 챔피언십 우승의 주역으로 맹활약했다.
그리고 2020년 9월 3일 스페인 성인대표팀 소속으로 독일과의 2020-21년 UEFA 네이션스리그 A 4조 1차전에서 국제 A매치 데뷔전을 치렀고 이후 코로나19 범유행으로 1년 연기된 2020년 하계 올림픽에 스페인 U-23 대표팀 와일드카드로 출전하여 6경기 1득점으로 팀의 21년만의 은메달 획득에 기여했다.
그 후 스페인 성인대표팀에 복귀한 뒤 2021년 UEFA 네이션스리그 결선 토너먼트 2경기(4강전, 결승전)에 모두 선발로 출전하며 팀의 준우승에 기여했고 UEFA 유로 2024 본선에도 출전하여 개최국 독일과의 8강전에서 연장 후반 14분경 결승골을 터뜨리며 팀의 12년만의 유로 대회 정상 탈환에 기여했다.

## 수상

### 클럽
CA 오사수나
- 세군다 디비시온 : 3위 (2015-16)

레알 소시에다드
- 코파 델 레이 : 우승 (2019-20)

### 국가대표팀
스페인 U-19
- UEFA 유러피언 U-19 챔피언십 : 우승 (2015)[1]

 스페인 U-21
- UEFA 유러피언 U-21 챔피언십 : 우승 (2019), 준우승 (2017)

 스페인 U-23 (와일드카드)
- 하계 올림픽 : 은메달 (2020)

 스페인
- UEFA 네이션스리그 : 준우승 (2021)
- UEFA 유럽 축구 선수권 대회 : 우승 (2024)